# Robbie Keane
Robert David Keane (n. 8 iulie 1980, Tallaght⁠(d), Leinster⁠(d), Irlanda) este un fotbalist irlandez retras din activitate, care a jucat pe post de atacant la echipe ca Tottenham, LA Galaxy și Wolves. Pe plan internațional, are prezențe la națională pentru Irlanda. După încheierea carierei, a devenit antrenor, și antrenează în prezent pe Ferencvaros TC Budapesta.
Profesionist între 1997 și 2018, a jucat 737 de meciuri și a marcat 325 de goluri pentru unsprezece cluburi diferite. Cu 68 de goluri, Keane este golgheterul tuturor timpurilor al naționalei Irlandei.